# К-129
Б-103, К-129 — советская дизель-электрическая подводная лодка проекта 629А. Основное вооружение — ракетный комплекс Д-4 с тремя баллистическими ракетами Р-21 в ограждении рубки (первая советская БРПЛ подводного старта).
Входила в состав Тихоокеанского флота СССР. Командир — капитан первого ранга В. И. Кобзарь.
Вошла в строй в 1960 году, входила в состав 123-й бригады подводных лодок, затем 29-й дивизии подводных лодок, базировалась в бухте Крашенинникова.
Затонула приблизительно 7—8 марта 1968 года в северной части Тихого океана, в точке с координатами 40°06′ с. ш. 179°57′ з. д., на глубине порядка 5600 м. Погиб весь экипаж в составе 98 человек.
12 августа 1974 года в результате операции ЦРУ, известной как проект «Азориан», при помощи специально сконструированного оборудования (корабль «Гломар Эксплорер» и специальный док в нём с устройством подводного захвата корпуса лодки) была поднята носовая часть подводной лодки. Был запланирован и начат подьём всей подводной лодки, однако удалось поднять только переднюю треть.

## Причина гибели лодки
В течение 30 лет информация была засекречена. Существовали следующие версии гибели:
- затопление лодки через шахту РДП при зарядке батарей по причине технической неисправности клапана и провала на запредельную глубину (официальная версия ВМФ СССР)[источник не указан 4201 день];
- взрыв водорода при зарядке аккумуляторных батарей из-за неисправности систем вентиляции, вызвавший разрушение прочного корпуса[источник не указан 4201 день];
- столкновение с американской подводной лодкой USS Swordfish (SSN-579) (неофициальная версия, которой придерживаются некоторые специалисты ВМФ СССР того времени)[3]. Предполагается, что столкновение могло произойти по вине американцев, которые «слышали» лодку, но подошли к ней слишком близко, не учли, что она будет совершать манёвр (см. Сумасшедший Иван)[4];
- столкновение с надводным судном[5].

Расследование госорганов США (операция «Дженнифер»), основанное на непосредственном исследовании остатков корпуса судна как на дне океана, так и после их подъема на поверхность, пришло к выводу, что возможной причиной катастрофы К-129 стало срабатывание двигателей ракет Р-21. Есть посекундный хронометраж, зафиксированный акустическим наблюдением — звуков в течение шести минут.
В 2017 году военно-морской эксперт, капитан 2 ранга Илья Курганов, выдвинул новую версию об аварии ракетного оружия на борту К-129 в шахте № 1, в результате чего подводная лодка находилась трое суток в аварийном состоянии на поверхности, после чего, 11 марта, затонула, не дождавшись помощи. При затоплении К-129 произошел взрыв оставшихся двух ракет, который был зафиксирован акустическим наблюдением сил ВМС и ВВС США.

## Экипаж
Командир подводной лодки капитан 1 ранга Владимир Иванович Кобзарь родился 4 октября 1930 года в селе Тарнавщина Яблуновского района Украинской ССР (ныне — Прилукского района Черниговской области Украины). С 1948 года служил в Военно-морском флоте матросом, затем поступил в высшее военно-морское училище, по окончании которого получил воинское звание лейтенанта. Служил на командных должностях в составе 29-й дивизии подводных лодок КТОФ, базировавшейся на берегу бухты Крашенинникова в посёлке Рыбачий.
Командиром дизель-электрической подводной лодки К-129 назначен был в 1964 году. За успешное выполнение заданий командования при несении боевой службы в канун 50-летия Вооружённых Сил СССР был награждён орденом Красной Звезды.
1. Абрамов Николай Дмитриевич (31.12.1945 — 08.03.1968) — главный старшина
2. Андреев Алексей Васильевич (02.10.1947 — 08.03.1968) — старшина 2 статьи
3. Архипов Анатолий Андреевич (02.01.1947 — 08.03.1968) — матрос
4. Баженов Николай Николаевич (01.04.1945— 08.03.1968) — старшина 2 статьи
5. Балашов Виктор Иванович (05.11.1946 — 08.03.1968) — матрос
6. Бахирев Валерий Михайлович (08.11.1946 — 08.03.1968) — старшина 2 статьи
7. Башков Георгий Иванович (21.09.1947 — 08.03.1968) — матрос
8. Боженко Леонид Константинович (25.10.1945 — 08.03.1968) — старший матрос
9. Бородулин Вячеслав Семёнович (13.09.1939 — 08.03.1968) — мичман
10. Васильев Александр Сергеевич (13.12.1947 — 08.03.1968) — матрос
11. Гооге Пётр Иванович (27.09.1946 — 08.03.1968) — старшина 2 статьи
12. Гостев Владимир Матвеевич (20.11.1946 — 08.03.1968) — матрос
13. Гущин Геннадий Фёдорович (05.11.1946 — 08.03.1968) — старшина 2 статьи
14. Гущин Николай Иванович (05.08.1945 — 08.03.1968) — старший матрос
15. Дасько Иван Александрович (01.02.1947 — 08.03.1968) — матрос
16. Дегтярёв Анатолий Афанасьевич (12.11.1947 — 08.03.1968) — матрос
17. Дубов Юрий Иванович	(17.09.1947 — 08.03.1968) — матрос
18. Дыкин Анатолий Петрович	(21.06.1940 — 08.03.1968) — лейтенант, командир электронавигационной группы БЧ-1
19. Егоров Александр Егорович (14.06.1934 — 08.03.1968) — капитан-лейтенант, командир моторной группы БЧ-5
20. Жарнаков Александр Фёдорович (26.02.1939 — 08.03.1968) — старший лейтенант, начальник РТС
21. Журавин Александр Михайлович (12.12.1933 — 08.03.1968) — капитан 2 ранга, старший помощник командира ПЛ
22. Зверев Михаил Владимирович (09.08.1945 — 08.03.1968) — старший матрос
23. Зубарев Олег Владимирович (26.06.1947 — 08.03.1968) — матрос
24. Зуев Виктор Михайлович (14.03.1941 — 08.03.1968) — капитан-лейтенант, командир группы управления БЧ-2
25. Иванов Валентин Павлович (21.03.1944 — 08.03.1968) — главный старшина
26. Кабаков Анатолий Семёнович (00.00.1948 — 08.03.1968) — матрос
27. Карабажаков Юрий Фёдорович (17.10.1947 — 08.03.1968) — матрос
28. Касьянов Геннадий Семёнович	(06.08.1947 — 08.03.1968) — матрос
29. Кизяев Алексей Георгиевич (13.10.1944 — 08.03.1968) — старшина 1 статьи
30. Кобелев Геннадий Иннокентьевич (06.03.1947 — 08.03.1968) — старший матрос
31. Кобзарь Владимир Иванович (04.10.1930 — 08.03.1968) — капитан 1 ранга, командир ПЛ
32. Ковалёв Евгений Григорьевич (18.11.1932 — 08.03.1968) — капитан 3 ранга, командир БЧ-3
33. Козин Владимир Васильевич (01.01.1947 — 08.03.1968) — матрос
34. Козленко Александр Владимирович	(22.12.1947 — 08.03.1968) — матрос
35. Колбин Владимир Валентинович (07.01.1948 — 08.03.1968) — матрос
36. Коротицких Виктор Васильевич (21.09.1947 — 08.03.1968) — матрос
37. Костюшко Владимир Михайлович (12.01.1947 — 08.03.1968) — матрос
38. Котов Иван Тихонович (20.03.1939 — 08.03.1968) — мичман
39. Кошкаров Николай Дмитриевич (27.01.1947 — 08.03.1968) — матрос
40. Кравцов Геннадий Иванович (03.07.1947 — 08.03.1968) — матрос
41. Кривых Михаил Иванович (10.04.1947 — 08.03.1968) — матрос
42. Кручинин Олег Леонидович (14.11.1947 — 08.03.1968) — матрос
43. Крючков Александр Степанович (27.12.1947— 08.03.1968) — матрос
44. Кузнецов Александр Васильевич (27.07.1945 — 08.03.1968) — старшина 1 статьи
45. Куликов Александр Петрович (04.03.1947 — 08.03.1968) — старший матрос
46. Кучинский Александр Иванович (06.09.1946 — 08.03.1968) — старшина 2 статьи
47. Лабзин Виктор Михайлович (09.04.1941 — 08.03.1968) — главный старшина
48. Лапсарь Пётр Тихонович (15.06.1945 — 08.03.1968) — старшина 2 статьи
49. Лисицин Владимир Владимирович (10.03.1945 — 08.03.1968) — старшина 2 статьи
50. Лобас Фёдор Ермолаевич (10.01.1930 — 08.03.1968) — капитан 3 ранга, помощник командира ПЛ по политической части
51. Лохов Виктор Александрович (18.05.1947 — 08.03.1968) — старший матрос
52. Маракулин Виктор Андреевич (10.09.1945 — 08.03.1968) — старшина 2 статьи
53. Матанцев Леонид Владимирович (26.03.1946 — 08.03.1968) — старший матрос
54. Михайлов Тимур Тархаевич (22.07.1947 — 08.03.1968) — старший матрос
55. Мосячкин Владимир Алексеевич (16.03.1942 — 08.03.1968) — старший лейтенант, командир группы разведки ОСНАЗ, прикомандирован на время похода
56. Мотовилов Владимир Артемьевич (05.03.1936 — 08.03.1968) — капитан 3 ранга, помощник командира ПЛ
57. Наймушин Анатолий Сергеевич	(28.12.1947 — 08.03.1968) — старший матрос
58. Нечепуренко Валерий Степанович (25.10.1945 — 08.03.1968) — старшина 2 статьи
59. Носачёв Валентин Григорьевич (03.02.1947 — 08.03.1968) — матрос
60. Овчинников Виталий Павлович (17.11.1944 — 08.03.1968) — матрос
61. Одинцов Иван Иванович (05.11.1947 — 08.03.1968) — матрос
62. Ожима Александр Никифорович (02.01.1947 — 08.03.1968) — матрос
63. Орехов Николай Николаевич (25.05.1934 — 08.03.1968) — капитан 3 ранга, командир БЧ-5
64. Осипов Сергей Владимирович (27.11.1947 — 08.03.1968) — матрос
65. Ощепков Владимир Григорьевич (29.10.1946 — 08.03.1968) — старшина 2 статьи
66. Панарин Геннадий Семёнович (01.09.1935 — 08.03.1968) — капитан 3 ранга, командир БЧ-2
67. Песков Евгений Константинович (01.07.1947 — 08.03.1968) — матрос
68. Пикулик Николай Иванович (06.12.1937 — 08.03.1968) — капитан-лейтенант, командир БЧ-1
69. Пичурин Александр Александрович (11.09.1948 — 08.03.1968) — матрос
70. Плакса Владимир Михайлович (30.05.1948 — 08.03.1968) — матрос
71. Плюснин Виктор Дмитриевич (12.10.1945 — 08.03.1968) — старшина 2 статьи
72. Погадаев Владимир Алексеевич (13.08.1946 — 08.03.1968) — матрос
73. Поляков Владимир Николаевич (15.12.1948 — 08.03.1968) — матрос
74. Полянский Александр Дмитриевич (10.04.1946 — 08.03.1968) — старшина 2 статьи
75. Редкошеев Николай Андреевич (27.08.1948 — 08.03.1968) — матрос
76. Руднин Анатолий Иванович (02.03.1948 — 08.03.1968) — матрос
77. Савицкий Михаил Селиверстович (19.08.1945 — 08.03.1968) — старшина 2 статьи
78. Саенко Николай Емельянович (27.09.1945 — 08.03.1968) — старшина 2 статьи
79. Соколов Владимир Васильевич (10.05.1947 — 08.03.1968) — матрос
80. Сорокин Владимир Михайлович	(23.07.1945 — 08.03.1968) — старший матрос
81. Сприщевский Владимир Юлианович (07.06.1934 — 08.03.1968) — мичман
82. Сурнин Валерий Михайлович (24.07.1945 — 08.03.1968) — старшина 2 статьи
83. Тельнов Юрий Иванович (07.01.1946 — 08.03.1968) — старший матрос
84. Терёшин Виталий Иванович (05.02.1941 — 08.03.1968) — мичман
85. Токаревских Леонид Васильевич (14.12.1948 — 08.03.1968) — старший матрос
86. Торсунов Борис Петрович (25.03.1948 — 08.03.1968) — матрос
87. Тощевиков Александр Николаевич (13.05.1947 — 08.03.1968) — матрос
88. Трифонов Сергей Николаевич	(02.09.1948 — 08.03.1968) — матрос
89. Хаметов Мансур Габдулханович (01.12.1945 — 08.03.1968) — старшина 2 статьи
90. Хватов Александр Владимирович (02.05.1945 — 08.03.1968) — старшина 1 статьи
91. Черепанов Сергей Павлович (24.01.1932 — 08.03.1968) — майор медицинской службы, врач ПЛ, прикомандирован на время похода
92. Черница Геннадий Викторович (09.12.1946 — 08.03.1968) — матрос
93. Чичканов Анатолий Семёнович (20.04.1946 — 08.03.1968) — старшина 2 статьи
94. Чумилин Валерий Георгиевич (07.05.1946 — 08.03.1968) — старшина 2 статьи
95. Шишкин Юрий Васильевич (22.09.1946 — 08.03.1968) — матрос
96. Шпак Геннадий Михайлович (25.10.1945 — 08.03.1968) — старшина 1 статьи
97. Шувалов Анатолий Сергеевич (04.06.1947 — 08.03.1968) — матрос
98. Ярыгин Александр Иванович (13.08.1945 — 08.03.1968) — матрос

Имена троих членов экипажа — Виктора Лохова, Владимира Костюшко и Валентина Носачёва — упоминаются во время церемонии захоронения в море тел шестерых моряков, поднятых в результате выполнения проекта «Азориан».

## Память
В г. Черемхово Иркутской области установлен памятник подводной лодке К-129.
Указом Президента Российской Федерации от 22 октября 1998 года все 98 погибших членов экипажа подводной лодки «К-129» были награждены орденами Мужества (посмертно).
28 июля 1996 года в день Военно-Морского Флота был открыт Мемориал в честь подводников, погибших при выполнении боевых задач. Имена членов экипажей К-129 и К-429 нанесены на гранитные плиты.
В посёлке Рыбачий (ныне — в составе города Вилючинск) именем В. И. Кобзаря названа улица, идущая между улицами имени Гусарова и имени Вилкова.

## В массовой культуре
- Фантом[англ.] американский фильм 2013 года
- В документальном сериале «Жизнь после людей» в одной из серий рассказывается об останках подлодки К-129 и баллистических ракетах Р-21, которые не были подняты на поверхность американцами. Через 25 лет после исчезновения человечества корпус ракет проржавеет, и туда проникнет вода, что вызовет химические реакции с литием и приведёт к мощному взрыву. Несмотря на то, что толща воды погасит ударную волну, от радиации может умереть мгновенно всё живое в радиусе одного километра.
- В документальном сериале «Равновесие страха. Война, которая осталась холодной» подробно рассказано о походе К-129, операции по её подъему и похоронах 6 членов экипажа, которых удалось найти.
- В романе «Дженнифер Морг» Чарльза Стросса К-129 так и осталась неподнятой, а грузом было устройство общения с мертвыми.